# XOR DDoS
XOR DDoSは、Linuxシステムをハイジャックし、150 Gbps以上に達する負荷を与えるDDoS攻撃を放つためにそれらを利用するトロイの木馬型のマルウェアである。マルウェアはアクセスを得るために、Linux上のSecure Shellサービスへのパスワードを発見するための総当たり攻撃を放つ。
それは、概ねアジアに拠点をもつ目標を攻撃するように見受けられ、またその攻撃元もアジアに在ると信じられている 。